# Joannes Zacheus
Joannes Zacheus (aktiv zwischen den Jahren 1554 und 1569) war ein franko-flämischer Komponist der Renaissance.

## Leben und Werk
Von Joannes Zacheus konnten die Musikhistoriker bisher weder Geburtsjahr und -ort noch Jahr und Ort seines Todes ermitteln; auch wo er gelebt und gewirkt hat, ist nicht bekannt. Seine Identität ergibt sich nur aus zwei vierstimmigen niederländischen Liedern, die der Verleger Jacob Baethen in seiner Anthologie Dat ierste boeck van den nieuwe Duijtsche liedekens (Das erste Buch von neuen niederländischen Liedern) in Maastricht 1554 herausgebracht hat. Diese Lieder haben folgende Textanfänge:
- „Ic en can mij niet bedwingen“
- „Mijns liefkens bruijn ooghen“

In einer späteren Veröffentlichung von Pierre Phalèse, Löwen 1572, wird das erste dieser beiden Lieder Jan Belle zugeschrieben, während das zweite als weitere Vertonung des Liedes von Carolus Souliaert mit dem gleichen Text angesehen wird.

## Bedeutung
Auf Grund seiner Lebenszeit und des Stils seiner Kompositionen gehört Joannes Zacheus zur 4. Generation der franko-flämischen Musik.